# Сезар (кінопремія, 1976)
1-ша церемонія вручення нагород премії «Сезар» Академії мистецтв та технологій кінематографа за заслуги у царині французького кінематографу за 1975 рік відбулася 3 квітня 1976 року у Палаці конгресів (Париж, Франція). 
Церемонія проходила під головуванням Жана Габена, розпорядником та ведучим виступив П'єр Чернія. Найкращим фільмом визнано стрічку Стара рушниця режисера Робера Енріко.

## Статистика
Фільми, що отримали декілька номінацій:
| Фільм                                                 | Номінації | Перемоги |
| ----------------------------------------------------- | --------- | -------- |
| • Стара рушниця / Le Vieux Fusil                      | 9         | 3        |
| • Нехай розпочнеться свято / Que la fête commence...  | 7         | 4        |
| • Сім смертей за рецептом / Sept morts sur ordonnance | 4         | 1        |
| • Кузен, кузина / Cousin, cousine                     | 4         | 1        |
| • Дикун / Le Sauvage                                  | 4         | —        |
| • Історія Аделі Г. / L'Histoire d'Adèle H.            | 3         | —        |
| • Головне — кохати / L'important c'est d'aimer        | 3         | 1        |
| • Прощавай, поліцейський / Adieu poulet               | 3         | —        |
| • Галети з Понт-Авена / Les Galettes de Pont-Aven     | 2         | —        |
| • Пісня Індії / India Song                            | 2         | —        |
| • Плоть Орхідеї / La Chair de l'orchidée              | 2         | —        |

## Список лауреатів та номінантів
Переможців у кожній з категорій виділено жирним шрифтом.
| Найкращий фільм | Найкращий режисер |
| --- | --- |
| «Стара рушниця» / Le Vieux Fusil - «Кузен, кузина» / Cousin, cousine - «Нехай розпочнеться свято…» / Que la fête commence - «Сім смертей за рецептом» / Sept morts sur ordonnance                   | Бертран Таверньє — «Нехай розпочнеться свято» - Франсуа Трюффо — «Історія Аделі Г.» - Робер Енріко — «Стара рушниця» - Жан-Поль Раппно — «Дикун»                                                               |
| Найкращий актор | Найкраща акторка |
| Філіпп Нуаре — «Стара рушниця» - Жерар Депардьє — «Сім смертей за рецептом» - Віктор Лану — «Кузен, кузина» - Патрік Девер — «Галети з Понт-Авена»                                                  | Ромі Шнайдер — «Головне — кохати» - Ізабель Аджані — «Історія Аделі Г.» - Катрін Деньов — «Дикун» - Дельфін Сейріґ — «Пісня Індії»                                                                             |
| Найкращий актор другого плану | Найкраща акторка другого плану |
| Жан Рошфор — «Нехай розпочнеться свято…» - Віктор Лану — «Прощавай, поліцейський» - Патрік Девер — «Прощавай, поліцейський» - Жан Буіз — «Стара рушниця»                                            | Марі-Франс Пізьє — «Кузен, кузина» та «Спогад про Францію» - Ізабель Юппер — «Алоїз» - Андреа Ферреоль — «Галети з Понт-Авена» - Крістіна Паскаль — «Нехай розпочнеться свято…»                                |
| Найкращий сценарист | Найкраща музика |
| Нехай розпочнеться свято – Бертран Таверньє та Жан Оранш - Кузен, кузина – Жан Шарль Такелла - Сім смертей за рецептом – Жорж Коншон та Жак Руфффо - Стара рушниця – Робер Енріко та Паскаль Жарден | Франсуа де Рубе — «Стара рушниця» - Карлос Д'Алеззіо — «Пісня Індії» - Філіпп II Орлеанський та Антуан Дюамель — «Нехай розрозпочнеться свято…» - Поль де Сенневіль та Олів'є Туссан — «У савана немає кишень» |
| Найкращий оператор | Найкращі декорації |
| Свен Нюквіст – Чорний місяць - П'єр Ломм – Плоть орхідеї та Дикун - Етьєн Бекер – Стара рушниця | П'єр Гюффруа – Нехай розпочнеться свято - Річард Педуцці – Плоть орхідеї - Жан-П'єр Кою-Свелко – Історія Аделі Г. та Головне — кохати                                                                          |
| Найкращий монтаж | Найкращий звук |
| Женев'єв Віндінґ – Сім смертей за рецептом - Жан Равель – Прощавай, поліцейський - Крістіан Лак – Головне — кохати - Мері-Жозеф Йойотт – Дикун - Єва Зора – Стара рушниця                           | Нара Коллері – Чорний місяць - Гаррік Маурі та Гаральд Маурі – Лю-дина - Мішель Віонне – Пісні Індії - Бернар Абой – Стара рушниця                                                                             |
| Найкращий фільм іноземною мовою | |
| Італія • Запах жінки (Profumo di donna) | - ФРН • Агірре, гнів божий - США • Нешвілл - Швеція • Чарівна флейта |
| Почесний «Сезар» | |
| Інгрід Бергман Даяна Росс | |